# امحاط (مكيراس)

تعديل مصدري - تعديل

امحاط هي إحدى قرى عزلة مكيراس بمديرية مكيراس التابعة لمحافظة البيضاء، بلغ تعداد سكانها 114 نسمة حسب تعداد اليمن لعام 2004.